# Rosztóczy Ernő
Vitéz Rosztóczy Ernő (Kalocsa, 1899. január 19. – Hódmezővásárhely, 1969. június 9.) fiziológus, sportorvos, ezredorvos, egyetemi magántanár.

## Élete
Rosztóczy Ferenc (1861–1926) uradalmi számtartó és Szalay Stefánia (1876–1925) fiaként született. Középiskolai tanulmányait 1909-ben a Jézus-Társasági Kalocsai Érseki Főgimnáziumban kezdte, majd a Makói Magyar Királyi Állami Főgimnáziumban folytatta. Az 1916/1917. tanév végén tett érettségi vizsgát. Ugyanebben az évben bevonult katonának; az olasz hadszíntéren a tüzérségnél szolgált.
1922. szeptember 1-től 1923. augusztus 31-ig a budapesti Pázmány Péter Tudományegyetem I. sz. Kórbonctani Intézetében dolgozott díjtalan gyakornokként. Orvosi oklevelének megszerzése (1923) után Veress Elemér professzor meghívására a szegedi Ferenc József Tudományegyetem Élettani Intézetébe került, ahol előbb tanársegéd, majd adjunktus volt. 1936-ban a Gyakorlati sportorvostan című tárgykörből a szegedi egyetemen magántanárrá habilitálták. 1941-ben távozott az egyetemről.
1925 és 1937 között Szegeden csapatorvos, illetve a helyőrségi kórház laboratóriumának vezetője volt. 1927-ben orvosi főtiszti tanfolyamot, 1938-ban törzstiszti tanfolyamot végzett. 1937 és 1944 márciusa között a Honvédelmi Minisztérium orvosi osztályának szakelőadója, majd az ifjúsági egészségügy és a sportorvosi szakfeladatok szakelőadója volt, illetve vezette a Honvéd Képességvizsgáló Intézet levente alosztályát. 1944. március 2. és november 30. között hadibeosztást kapott, majd tagja lett az egészségügyi ellenőrző bizottságnak. 1945-ben betegeivel kitelepült Burgenlandba.
A második világháborút követően Hódmezővásárhely tabáni városrészének csecsemőotthonában látta el az orvosi teendőket. Később a városi tanács v. b. egészségügyi osztályára került higiénikus orvosnak, majd a közegészségügyi járványügyi állomások megalakulása után a Csongrád megyei KÖJÁL járványügyi és higiénikus orvosa lett. Ezután mint közegészségügyi felügyelő és mint az élelmezési csoport vezetője működött.
Kutatási területe a sportorvostan, az elektrokardiográfia, a közegészség, az élelmezés-egészségügy, az embertan és az immunológia egyes kérdéseire terjedt ki. Munkásságáról több mint 70 dolgozatban számolt be.

### Családja
Felesége Nagy Ilona Julianna (1903–1985) okleveles gyógyszerész.
Gyermekei: Rosztóczy Ernő (1931–2015) történelem–földrajz szakos tanár, Rosztóczy Stefánia (1934–1943) és Rosztóczy István (1942–1993) mikrobiológus.

## Főbb művei
- Az úszás és evezés utóhatása az anyagcserére training alatt és training után. – Sportorvosi vizsgálatok. Purjesz Bélával, Csinády Jenővel. (Budapesti Orvosi Újság, 1930, 30.)
- Fajismeret és fajhigiéne. (Magyar Katonai Szemle, 1933)
- A katonai élelmezésről orvosi szempontból. Antalffy Jenővel. (Magyar Katonai Szemle, 1936)
- Hogyan táplálkozzék a sportoló katona. (Magyar Katonai Szemle, 1937)
- Időszerű sportorvosi kérdések. (Veress Elemérrel, Csinády Jenővel; Budapest, 1938)
- Faji társadalmi és műveltségi kérdések jelentősége honvédségünk testnevelésében és sportjában. (Magyar Katonai Szemle, 1938)
- Szója a honvédség élelmezésében. (Magyar Katonai Szemle, 1939)
- Az öregkor sportja. (Magyar Katonai Szemle, 1939)
- Gyakorlati útmutatás az elektrokardiográfia felhasználásához. (Papp Jánossal; Szeged, 1941)

## Díjai, elismerései
- Magyar Vöröskereszt Érdemkeresztje (1939)
- Érdemes orvos (1961)